# Cantó de Vénissieux-Sud
El cantó de Vénissieux-Sud és un antic cantó francès del departament del Roine, situat al districte de Lió. Compta amb part del municipi de Vénissieux. Va existir de 1982 a 2014.

## Municipis
- Vénissieux

| Data d'elecció | Identitat                 | Partit | Qualitat |
| -------------- | ------------------------- | ------ | -------- |
| 1982-2008      | Guy Fischer               | PCF    |          |
| 2008-2014      | Marie-Christine Burricand | PCF    |          |